# Luise Wulff
Luise Wulff auch Luise Wulf (* 24. April 1935 in Lübeck; † 24. Mai 1993 in Kiel) war eine deutsche Grafikerin und Illustratorin.

## Leben

### Werdegang
Luise Wulff wurde nach ihrer Ausbildung zur Werbegrafikerin in Kiel Schülerin unter anderem von Illa Blaue, die sie im Zeichnen ausbildete, und dem Grafiker und Maler Carl Lambertz. Außerdem absolvierte sie ein Gaststudium an der Kieler Muthesius-Werkkunstschule bei Fritz Bauer.
1970 siedelte sie, inzwischen verheiratet mit zwei Kindern, nach Kiel um und arbeitete dort freischaffend.
Neben zahlreichen Buchillustrationen und dem Gestalten von Bühnenbildern, unter anderem für das Ballettstück Die vier Jahreszeiten, erstellte sie Zeichnungen für die Bücher Die Maske des roten Todes von Edgar Allan Poe, Geburtstag der Infantin von Oscar Wilde und Nachmittag eines Faun von Claude Debussy. Für das Theater Kiel war sie hauptsächlich im Bereich Grafik tätig.

### Künstlerisches Wirken
Luise Wulff beschäftigte sich mit den Themengebieten Mensch, Tier und Natur und Stillleben. Dazu umfassten ihre Arbeiten, auch als Reaktion auf die Tabuisierung dieses Bereiches, erotische Werke. Sie war eine gute Beobachterin mit einem kritischen Urteilsvermögen, als solche zeichnete sie mit akribischer Genauigkeit und zum Teil mit überspitzter und ironischer Aussagekraft und dabei auch immer wieder den Umgang mit der Umwelt anklagend.
Viele ihrer Arbeiten, unter anderem Bleistift-, Kreide-, Feder- und aquarellierte Zeichnungen sowie ihre Radierungen, Collagen, Gouache und andere, besitzen einen stark illustrativen-dekorativen Charakter mit detaillierter ornamentaler Gestaltung. Daneben hatte sie einen Blick für Strukturen, Kontraste und farbige Akzentuierungen in der Natur und setzte ihn bei ihren fotografischen Arbeiten ein.
Sie war mit dem Künstlerehepaar Walther Kohlhase und Hertha Degn befreundet und widmete dem Paar 1978 eine Radierung als Hommage.

## Ausstellungen (Auswahl)
Von 1972 bis 1984 war sie auf zahlreichen Gruppenausstellungen der Landesschauen Schleswig-Holsteinischer Künstler vertreten. In dieser Zeit beteiligte sie sich seit 1973 an zahlreichen Gruppenausstellungen in Kiel, unter anderem 1977 im Stadtmuseum. Im Brunswiker Pavillon stellte sie auf 22 Ausstellungen aus und in Plön war sie von 1978 bis 1980, 1982, 1983, 1985, 1986 und 1989, in Bremen 1978 auf der Ausstellung des Berufsverbandes der Bildenden Künstler, 1980 im Hamburger Kunsthaus, 1981, 1984 und 1985 im Museum am Dom in Lübeck und 1973 im Sønderjyllandmuseum in Tondern vertreten. Dazu kamen noch verschiedene Gruppen- und Einzelausstellungen in Galerien.

## Mitgliedschaften
Luise Wulf war seit 1971 Mitglied des Berufsverbandes der Bildenden Künstler und gehörte über zehn Jahre dessen Arbeitsausschuss an.

## Buchillustrationen (Auswahl)
- Kurt Tucholsky: Schloß Gripsholm: eine Sommergeschichte. Stuttgart: Europäische Bildungsgemeinschaft, 1964.
- Dieter Opper; Michael Pannwitz: 52 Wochen, 52 Autoren: Kieler Kulturtelefon. Kiel: Mühlau, 1979.
- Hermann Löns: Die alte Schänke – Dorfgeschichten aus der Heide. Stuttgart: Europäische Bildungsgemeinschaft; Gütersloh: Bertelsmann; Wien: Buchgemeinschaft Donauland; Berlin, Darmstadt, Wien: Deutsche Buch-Gemeinschaft, 1979.
- Das kalte Nest. 1980.
- Elisabeth Meyer-Runge: In diesem Land: in't Land Schleswig-Holstein: Hoch- und niederdeutsche Gedichte. Heide: Westholsteinische Verlagsanstalt Boyens & Co., 1980.
- Geschichten der Liebe aus 1001 Nacht. Stuttgart: Europäische Bildungsgemeinschaft; Gütersloh: Bertelsmann-Club; Wien: Buchgemeinschaft Donauland; Zug/Schweiz: Buch- u. Schallplattenfreunde; Wien: Deutsche Buch-Gemeinschaft, 1981.
- Theodor Storm; Luise Wulff: Märchen und Spukgeschichten: eine Auswahl. Heide: Westholsteinische Verlagsanstalt Boyens, 1982.
- Erich Übelacker; Anne-Lies Ihme: Der Mond. Nürnberg, Tessloff, 1982.
- Ronald N. Rood; Anne-Lies Ihme: Schmetterlinge. Nürnberg; Hamburg: Tessloff, 1984.
- Christian Saalberg; Luise Wulff: Auf den Fächer einer Rose: Gedichte. Heroldsberg: Glock und Lutz, 1984.
- Elisabeth von Ulmann; Luise Wulff: Das Jahr gehört allen: Geschichten und Gedichte.  Memmingen: M. Dietrich, 1984.
- Erich Ubelacker: La lune: origine, paysage, voyages lunaires, etc. Aartselaar, Belgique: Chantecler, 1984.
- Erich Ubelacker; Anne-Lies Ihme; J. W. M. Spek-Nijhuis; Luise Wulff; Gerd Werner: De maan: over het ontstaan, het landschap, de maanreizen enz. Aartselaar; Harderwijk: Deltas, cop. 1984.
- Hans Reichardt; Harry D. Schurdel; Anne-Lies Ihme: Vlaggen en vaandels. Aartselaar; Harderwijk: Deltas, cop. 1985.
- Elisabeth Meyer-Runge; Luise Wulff: Een Fru von Föfftig: Irmgard B. ehr Tagebook. Heide: Westholsteinische Verlagsanstalt Boyens & Co., 1988.
- Hans Reichardt: Fahnen und Flaggen. Nürnberg: Tessloff 1990.
- Elisabeth von Ulmann; Luise Wulff: Es geschah einmal: zwölf Paraphrasen und eine zu Märchen der Brüder Grimm und Versunkene Volksmärchen. Hamburg: Dax, 1992.
- Erich Ubelacker; Gerd Werner; Anne-Lies Ihme; Luise Wulff; Joachim Mader: Ksiezyc. Wroclaw: Atlas, 1997.

## Werke (Auswahl)
Die Werke von Luise Wulff befinden sich:
- Artothek in Eckernförde[2][3][4];
- Schleswig-Holsteinisches Landesmuseum Schloss Gottorf in Schleswig;
- Kultusministerium Kiel;
- Schleswig-Holsteinische Landesbibliothek[5];
- Sparkassenstiftung Schleswig-Holstein[6][7];
- Stadtbilderei Kiel.